# Hay-on-Wye
Hay-on-Wye (irlandeză Y Gelli Gandryll ) este o localitate mică în Țara Galilor cu o populație de ca. 1.500 loc. care este situată direct la granița cu Anglia.
Hay-on-Wye liegt se află pe malul râului Wye fiind renumit că deține printre cele mai mari anticariate.

## Biblioteci
Azi se află în sat aproape 40 anticariate, care sunt un punct de atracție pentru cititori. Unele case sunt pline de cărți din pod până în pivniță. Idea de a depozita cărți ia venit în anul 1961 lui Richard Booth, care a s-a profilat pe achiziționarea de cărți. 